# Leonard Zamora Legaspi
Leonard Zamora Legaspi OP (* 25. November 1935 in Meycauayan, Philippinen; † 8. August 2014 in Manila) war Erzbischof von Caceres.

## Leben
Leonard Zamora Legaspi trat der Ordensgemeinschaft der Dominikaner bei und empfing am 17. Dezember 1960 die Priesterweihe. Er absolvierte ein Bachelorstudium in Philosophie in Hongkong (1955) und ein Theologiestudium an der Päpstlichen und Königlichen Universität des heiligen Thomas von Aquin in Manila (1962). Er wurde in Theologie (1962) und Philosophie (1975) an der UST Manila promoviert. An der Harvard Business School absolvierte er ein Masterstudium in Erziehungsmanagement (1971).
Legaspi war in zahlreichen Ämtern der Erziehung und Schul- und Hochschulausbildung tätig, darunter Vorsitzender der Abteilung für die Seminare der Catholic Educational Association of the Philippines (CEAP) sowie Professor und Dekan der theologischen Fakultät an der Päpstlichen und Königlichen Universität des heiligen Thomas von Aquin. Er war Rektor des Priesterseminars an der UST (1968/70) und Rektor der Universität UST (1970/77) sowie erster philippinischer Rektor der Päpstlichen und Königlichen Universität des heiligen Thomas von Aquin (1971/75).
Papst Paul VI. ernannte ihn am 25. Juni 1977 zum Titularbischof von Elephantaris in Mauretania und zum Weihbischof in Manila. Der Apostolische Nuntius auf den Philippinen, Bruno Torpigliani, spendete ihm am 8. August desselben Jahres die Bischofsweihe; Mitkonsekratoren waren Juan Bautista Velasco Díaz OP, Bischof von Xiamen, und Federico O. Escaler SJ, Prälat von Kidapawan.
Papst Johannes Paul II. ernannte ihn am 20. Oktober 1983 zum Erzbischof von Caceres. Am 8. September 2012 nahm Papst Benedikt XVI. sein altersbedingtes Rücktrittsgesuch an.
Legaspi war Präsident der Catholic Bishops’ Conference of the Philippines (CBCP). Er war Mitglied im Ständigen Rat der Bischofssynode im Vatikan. Er war Mitglied der Kongregation für die Institute geweihten Lebens und für die Gesellschaften apostolischen Lebens und der Kongregation für den Klerus.

## Ehrungen und Auszeichnungen
- Ehrendoktorwürde der Erziehungswissenschaften an der Nationaluniversität der Philippinen
- Ehrendoktorwürde der Rechtswissenschaften der Angeles University Foundation, Philippinen
- Ehrendoktorwürde der Geisteswissenschaften der University of Northeastern Philippines, Iriga City